# Tartu Ülikooli korvpallimeeskond
O Tartü Ülikooli Korvpallimeeskond  é um clube profissional de basquetebol situado na cidade de Tartu, Tartumaa, Estónia que disputa atualmente a Liga Estoniana e a Copa Europeia.